# 伊達大橋
伊達大橋（だておおはし）は、福島県伊達市にある阿武隈川に架かる東北中央自動車道（国道115号相馬福島道路）の橋である。

## 概要
- 全長：398 m
  - 最大支間長：122 m
- 幅員：12 m
- 竣工：2020年
- 形式：4径間PC連続箱桁橋
- 施工：錢高組[1]

伊達市西部（旧伊達郡伊達町中心部）にて一級水系阿武隈川を渡る。東詰は伊達市伏黒字川岸、西詰は下川原に位置する。橋上は上下対向2車線で、中央分離帯が設置されている。西側に伊達桑折インターチェンジが近接し、拡幅を伴うため、他の径間が1室箱桁構造であるのに対し、第4径間のみ2室箱桁構造が用いられている。事業中は阿武隈川橋の仮称が用いられていたが、供用開始時に当橋梁名に改められた。
当橋梁は張出し架設工法が用いられ、3橋脚にて同時に施工されたことから6基の移動作業車が用いられた。第4径間は3主桁拡幅対応型の移動作業車が用いられた。
2022年3月16日に発生した福島県沖地震により、上流側にかかる国道399号伊達橋が被災し損傷、通行止めが続いており、旧伊達町と旧保原町中心部とを結ぶ迂回路として機能することとなった。

## 周辺
- 伊達桑折インターチェンジ
  - 国道4号

## 隣の橋
- 阿武隈川

旧伊達橋 - 伊達橋 - 伊達大橋 - 大正橋 - 昭和大橋